# スピードと摩擦
「スピードと摩擦」（スピードとまさつ）は、2015年8月19日にソニー・ミュージックアソシエイテッドレコーズより発売された日本のバンド、amazarashiの2枚目のシングルである。

## 概要
前作「季節は次々死んでいく」から約半年ぶりのシングル。
2015年7月からフジテレビ、ノイタミナより放送されている江戸川乱歩没後50年記念アニメ『乱歩奇譚 Game of Laplace』のオープニングテーマに選ばれており、初回生産限定盤、通常盤の他に期間生産限定盤が発売された2枚目のシングルである。初回生産限定盤にはLIVE @niconico 2015.05.12のDVD、期間生産限定盤にはアニメOPノンテロップムービーのダウンロードコードが付属する。また、初回生産限定盤にはamazarashiとしては初となるInstrumentalが収録されている（「スピードと摩擦」「風邪」「名前」の3曲）。
8月5日には表題曲「スピードと摩擦」、8月21日にはカップリング曲「名前」のミュージックビデオがそれぞれYouTubeのオフィシャルチャンネル上で公開された。

## 収録曲
| 全作詞・作曲: 秋田ひろむ。 |                                     |            |            |      |
| #                          | タイトル                            | 作詞       | 作曲・編曲 | 時間 |
| 1.                         | 「スピードと摩擦」                  | 秋田ひろむ | 秋田ひろむ | 3:32 |
| 2.                         | 「風邪」                            | 秋田ひろむ | 秋田ひろむ | 1:55 |
| 3.                         | 「名前」                            | 秋田ひろむ | 秋田ひろむ | 5:56 |
| 4.                         | 「スピードと摩擦 acoustic Version」 | 秋田ひろむ | 秋田ひろむ | 3:22 |

| #  | タイトル                 | 作詞 | 作曲・編曲 |
| -- | ------------------------ | ---- | ---------- |
| 1. | 「光、再考」             |      |            |
| 2. | 「ムカデ」               |      |            |
| 3. | 「季節は次々死んでいく」 |      |            |
| 4. | 「無題」                 |      |            |
| 5. | 「スターライト」         |      |            |